# Dýza

Dýza s měřiči tlaků před (p_{1}) a za škrtícím elementem (p_{2})

Dýza (z něm. Düse, tryska, hubice) je mechanický prvek sloužící k omezení průtoku plynů a kapalin. Od škrticí clony se liší tím, že má plynule měnící se průřez (má tak větší životnost a menší míru opotřebení). Vtoková hrana je zaoblená, výtoková pak rovná (ostrá). 
Využívá se jí například u průřezových průtokoměrů pro zvýšení rychlosti proudění.